# 裏切り (テレビドラマ)
裏切り（原題:The Departure）は『ロズウェル - 星の恋人たち』の第43話。第2シーズンの最終回である。

## ストーリー
マックスたちが故郷に帰ることになった。
リズはマリアの家で自分たちの運命を呪うが、マリアの母エイミーが独り言をいっているのに気づく。
そのときリズはエイミーの仕草から、アレックスとカイルがテスにマインドコントロールされていたことに気づく。
カイルの家を訪ねたリズたちは彼にアレックスが死んだ夜のことを聞く。
するとカイルはテスがアレックスを殺したことを思い出したのだった。
宇宙船
マックスたちが宇宙船で空へ飛び立とうとしたとき、マイケルは躊躇し船を下りる。
リズはテスがアレックスを殺したことをマイケルに知らせる。
マックスはテスを問い詰め、全てはナセドとキバーが仕組んだ罠だったことを知った。

## 配役

### メイン・キャスト
※俳優名（役名/声優名）の順。
- シリ・アップルビー（リズ・パーカー/片岡身江）
- ジェイソン・ベア（マックス・エバンズ/ 坂詰貴之）
- キャサリン・ハイグル（イザベル・エバンズ/ 弓場沙織）
- マハンドラ・デルフィノ（マリア・デ・ルカ/花村さやか）
- ブレンダン・フェア（マイケル・ゲリン/浪川大輔）
- コリン・ハンクス（アレックス・ウィットマン/石井揮之）
- ニック・ウェクスラー（カイル・バレンティ 日野聡）
- ウィリアム・サドラー（ジム・バレンティ保安官/小林勝也）
- エミリー・デ・レイヴィン（テス・ハーディング/ 齋藤梨絵）

### ゲスト出演
- デボン・ガマーソール（ショーン・デ・ルカ/筒井巧）
- ダイアン・ファー（エイミー・デ・ルカ/宮寺智子）
- ギャレット・M・ブラウン（フィリップ・エバンズ/大山高男）
- メアリー・エレン・トレイナー（ダイアン・エバンズ /山本与志恵）

### 助演
- ニコール・ブランナー（リアーナ/ジェニファー）
- ニコラス・ストレイトン（幼少時のマイケル）